# Station Ename
Station Ename was een spoorwegstation langs spoorlijn 89 (Denderleeuw - Kortrijk) op de grens van Ename en Nederename, een deelgemeente van de Belgische stad Oudenaarde.
Dit station was een halte met stationsgebouw.
Het bevond zich op de spoorlijn 89 op 34,7 km van Denderleeuw, tussen het station Welden en het station Oudenaarde.
Dit station lag aan de Abdijstraat in Ename en de Nederenamestraat in Nederename, richting Zottegem. Dit was toen een overweg, en is samen met de afschaffing van het station Ename veranderd in een overbrugging van de spoorweg over de straat. De spoorlijn gaat even verder richting Oudenaarde over de Schelde.
Tussen het station Welden en het station Ename loopt de spoorlijn 89 langs de benedenkant van het Bos t'Ename.

## Aantal instappende reizigers
De grafiek en tabel geven het gemiddeld aantal instappende reizigers weer op een week-, zater- en zondag.
| Tabel: aantal instappende reizigers station Ename | Tabel: aantal instappende reizigers station Ename | Tabel: aantal instappende reizigers station Ename | Tabel: aantal instappende reizigers station Ename |
|                                                   | Weekdag                                           | Zaterdag                                          | Zondag                                            |
| ------------------------------------------------- | ------------------------------------------------- | ------------------------------------------------- | ------------------------------------------------- |
| 1977                                              | 138                                               | 9                                                 | 7                                                 |
| 1978                                              | 135                                               | 5                                                 | 8                                                 |
| 1979                                              | 121                                               | 6                                                 | 1                                                 |
| 1980                                              | 122                                               | 3                                                 | 6                                                 |
| 1981                                              | 125                                               | 13                                                | 18                                                |
| 1982                                              | 139                                               | 5                                                 | 9                                                 |
| 1983                                              | 98                                                | 8                                                 | 13                                                |

0,0: Denderleeuw ·
2,1: Welle ·
3,9: Haaltert ·
6,5: Ede ·
11,2: Burst ·
13,0: Terhagen ·
14,3: Herzele ·
16,0: Hillegem ·
17,6: Leeuwergem ·
20,2: Zottegem ·
25,8: Roborst ·
27,5: Munkzwalm ·
30,0: Sint-Denijs-Boekel ·
32,5: Welden ·
34,7: Ename ·
37,5: Oudenaarde ·
41,0: Petegem ·
43,2: Elsegem ·
45,7: Anzegem ·
49,1: Sterhoek ·
53,8: Vichte ·
56,6: Deerlijk ·
59,8: Stasegem ·
63,3: Kortrijk